# Колесников Андрій Віталійович
Андрі́й Віта́лійович Коле́сников (* 1957) — український фехтувальник та тренер, майстер спорту СРСР, заслужений тренер України (2009).

## Життєпис
Народився 1957 року у місті Львів.
Багаторазовий чемпіон і призер чемпіонатів України (1977—1982 роки).
1980 року закінчив Львівський інститут фізичної культури. Фехтуванням займався ще до навчання у вузі — під керівництвом свого батька.
Працював тренером-викладачем ВО ім. 50-річчя Жовтневої революції (1980—1991), старшим інструктором-методистом Технікуму радіоелектроніки (1991—1993), старшим викладачем ДЮСШ «Фенікс» (1993—2003; працював з дружиною Світланою). Від 2003 року — тренер-викладач львівського ДЮСШ «Галичина». Працював з дружиною у Львівському обласному центрі «Інваспорт».
Серед вихованців — Антон Дацко, Андрій Демчук і Наталія Морквич.